# Петухова, Александра Григорьевна
Александра Григорьевна Петухова (30 октября 1915 год, деревня Крестьяновская, Костромская губерния, Российская империя — 12 февраля 2002 год, деревня Крестьяновская, Пучежский район, Ивановская область, Россия) — колхозница, Герой Социалистического Труда (1950).

## Биография
Родилась 30 октября 1915 года в крестьянской семье в деревне Крестьяновская, Костромская губерния губерния (сегодня — Пучежский район Ивановской области). Трудовую деятельность начала с раннего возраста. С семи лет работала нянькой. Потом трудилась на различных работах. В 1930 году вступила в сельскохозяйственную артель, которая позднее была преобразована в колхоз «Свобода». Первоначально работал рядовой колхозницей. В 1937 году её назначили звеньевой льноводческого звена. С 1941 года по 1947 года работала в животноводстве. В 1947 году снова стала звеньевой льноводческого звена.
В 1949 году полеводческое звено под руководством Александры Петуховой собрало с каждого гектара по 7,8 центнеров волокна льна и 8,11 центнеров семян льна. За этот доблестный труд она была удостоена в 1950 году звания Героя Социалистического Труда.
В 1950 году участвовала во всесоюзной выставке ВДНХ.
Работала в колхозе «Свобода» до выхода на пенсию. Проживала в селе Крестьяновская. Скончалась 12 февраля 2002 года и была похоронена на сельском кладбище.

## Награды
- Герой Социалистического Труда — указом Президиума Верховного Совета СССР от 9 июня 1950 года;
- Орден Ленина (1950).